# Władysław Pokorny
Władysław Pokorny (ur. 11 lipca 1899 w Tarnobrzegu, zm. 30 kwietnia 1934 w Trylu) – kapitan obserwator Wojska Polskiego, kawaler Orderu Virtuti Militari.

## Życiorys
Urodził się 11 lipca 1899 w Tarnobrzegu, w rodzinie Ludwika i Heleny z Kraksnerów. 1 września 1916 roku, po ukończeniu szkoły kadetów, został mianowany na stopień chorążego i wcielony do c. i k. Pułku Piechoty Nr 10. Na stopień podporucznika został mianowany ze starszeństwem z 1 listopada 1917 w korpusie oficerów piechoty.
8 listopada 1918 roku wstąpił do Wojska Polskiego, w którym przez 2 lata służył jako dowódca kompanii w 37 pułku piechoty, po czym w 1923 roku rozpoczął naukę w Oficerskiej Szkole Obserwatorów i Strzelców Samolotowych w Toruniu. Po jej ukończeniu w 1924 roku został skierowany do 2 pułku lotniczego, w którym służył jako obserwator, a później został dowódcą 21 eskadry liniowej. Następnie, 17 sierpnia 1928 roku został przeniesiony do 5 pułku lotniczego, gdzie objął dowództwo 54 eskadry liniowej. W 1933 został przeniesiony do Lotniczej Szkoły Strzelania i Bombardowania w Grudziądzu na stanowisko dowódcy pododdziału portowego.
30 kwietnia 1934 roku samolot Lublin R.XIII nr 56-11, którym leciał, przymusowo wodował na Wiśle. Pokorny utonął. Jego ciało zostało odnalezione 12 czerwca 1934 roku i pochowane następnego dnia na cmentarzu farnym w Grudziądzu (sektor 9-10-1).

## Ordery i odznaczenia
- Krzyż Srebrny Orderu Virtuti Militari nr 2412 – 13 kwietnia 1921[5]
- Krzyż Walecznych[4]
- Srebrny Krzyż Zasługi – 10 listopada 1928[6]
- Medal Pamiątkowy za Wojnę 1918–1921
- Medal Dziesięciolecia Odzyskanej Niepodległości
- Srebrny Medal Zasługi Wojskowej z mieczami na wstążce Krzyża Zasługi Wojskowej[7]
- Brązowy Medal Zasługi Wojskowej z mieczami na wstążce Krzyża Zasługi Wojskowej[7]